# Crise politique Taishō

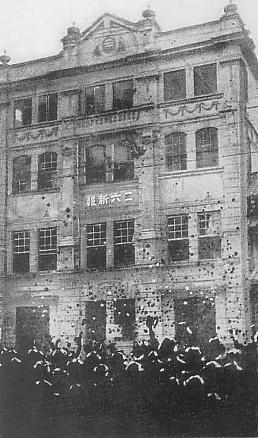
Une foule en colère vandalise le siège du journal pro-gouvernement Niroku Shimposha.

La crise politique Taishō (大正政変, Taishō Seihen) est une période de bouleversements politiques qui se déroule au Japon après la mort de l'empereur Meiji en 1912. Durant l'année qui suit le décès, le gouvernement japonais est mené par trois premiers ministres différents car il tente de restaurer l'équilibre entre l'influence des politiciens doyens (genrō) et celle du peuple japonais, incarnée par la constitution Meiji.

## Début
Après la mort de l'empereur Meiji le 30 juillet 1912, le prince héritier Yoshihito monte sur le trône du Chrysanthème. La dernière année du règne l'empereur Meiji voit une augmentation des dépenses du gouvernement, particulièrement dans les investissements outre-mer et la défense, avec trop peu de crédit ou réserves disponibles pour rembourser ces dettes. Lorsque le premier ministre Saionji Kinmochi, qui avait été nommé par l'empereur Meiji et continuera à ce poste après la mort de ce-dernier, tente de reduire les dépenses de la défense, le ministre de l'Armée, Uehara Yūsaku, démissionne pour protester. La constitution oblige le ministre à être un général en service actif, mais aucun général de l'armée impériale japonaise ne désire accepter le poste vacant. Incapable de former un gouvernement, Saionji est forcé de démissionner le 21 décembre 1912.
L'empereur demande alors à Katsura Tarō, ancien général qui avait déjà été premier ministre par deux fois et membre du genrō, de former un nouveau gouvernement. Katsura n'est cependant pas très populaire dans l'opinion publique qui croit qu'il concentre ses efforts plus sur l'armée que sur la population en général. Peu de temps après sa prise de poste, Katsura fait face à une défection ministérielle lorsque la marine impériale japonaise demande une hausse de budget pour construire de nouveaux cuirassés et menace de ne pas nommer de ministère de la Marine pour forcer le gouvernement à négocier. Contrairement à son prédécesseur, Katsura se tourne directement vers l'empereur qui publie un édit obligeant la marine à nommer un ministre.

## Révolte populaire

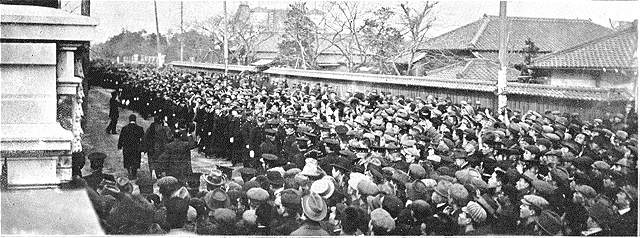
Manifestation populaire à Tokyo devant la Diète en février 1913.

Les partis politiques d'opposition (en particulier le Rikken Seiyūkai et le Rikken Kokumintō) considèrent l'édit comme une preuve que Katsure ne respecte pas les principes de la constitution et joignent leurs forces à celles de journalistes et d'hommes politiques pour former le Mouvement de protection du gouvernement constitutionnel. Katsura répond en suspendant la Diète à trois reprises, et en formant son propre parti politique, le Rikken Dōshikai. Néanmoins, la protestation populaire s'intensifie et, le 10 février 1913, des centaines de manifestants défilent à Tokyo, menaçant de s'en prendre au bâtiment de la Diète, mettant le feu à plusieurs postes de police et vandalisant le siège de journaux pro-gouvernement.
La Diète ne soutient alors plus Katsura et il subit une motion de censure, la première du Japon. Katsura démissionne le 20 février 1913 et est remplacé par Yamamoto Gonnohyōe, ironiquement un ancien amiral de la marine.

## Postérité
La capacité de l'armée à pouvoir nommer ou non les ministères de l'Armée et de la Marine était le plus grand talon d'Achille de la constitution Meiji, et c'est ce pouvoir, plus que tous les autres, qui mena à la domination militaire du gouvernement civil durant les années 1930 et 1940.

## voir aussi
- Démocratie Taishō